# Acque di primavera (film 1942)
Acque di primavera è un film del 1942 diretto da Nunzio Malasomma.

## Trama
Francesco Antinori, giovane medico molto preso dalla sua professione, dopo essere stato lasciato il giorno stesso delle nozze dalla moglie, che riteneva il matrimonio un errore, decide di aprire in montagna un sanatorio per curare i bambini.
Un giorno viene chiamato per soccorrere una coppia di sciatori feriti per una caduta sulla neve: la donna è Ilse, sua moglie, l'uomo il suo amante.
Il medico riesce a salvare la donna nonostante il grave trauma subito, ma si accorge che la ex moglie aspetta un figlio dall'uomo protagonista anche lui dell'incidente, che nel frattempo la abbandona al suo destino.
Di fronte alle cure che il medico le ha praticato per salvarla, la donna viene presa dai rimorsi e vorrebbe farsi perdonare, ma si rende conto che una infermiera è innamorata del suo ex marito. Comprende allora che è meglio allontanarsi e occuparsi del figlio che sta per nascere.

## Distribuzione
Il film venne distribuito nelle sale cinematografiche italiane il 12 novembre del 1942.

## Accoglienza

### Critica
Mino Doletti nelle pagine di Film del 21 novembre 1942 « La pellicola ci vorrebbe far intendere che la vita familiare dei medici è diversa da quella dei comuni mortali. Me ne dispiace per Malasomma, che in fondo ha diretto un film di buona fattura e me ne dispiace per Cervi e per la Lotti, che sono stati costretti ad interpretare un film del quale non erano persuasi. Ma non può persuadere quella giovane moglie che un'ora dopo la cerimonia nuziale, seccata perché il marito deve correre in clinica per un intervento urgente, lo chiama al telefono per comunicargli che lei se ne va...»